# Can Parellada de la Mata
Can Parellada de la Mata és una obra de Torrelavit (Alt Penedès) inclosa a l'Inventari del Patrimoni Arquitectònic de Catalunya.

## Descripció
Masia amb teulada a dues aigües que consta de planta baixa, pis i golfes. Té un terrat adossat amb balustrada, finestres romboïdals i pintures imitant rajoles en la part inferior.
Hi ha una galeria de finestres de mig punt a la façana lateral de la masia, amb vistes sobre el terrat i la vall del riu Bitlles.
Té edificis agrícoles annexes.

## Història
Hi ha escriptures des del 1500 i l'última renovació és de l'any 1914, segons testimoni verbal.